# Abla
Abla es un municipio español de la provincia de Almería, Andalucía, situado en la comarca de Filabres-Tabernas y a 65 km de la capital provincial, Almería. La población de Abla en 2019 era de 1.249 habitantes. Su extensión superficial es de 45,24 km² y tiene una densidad de 28,12 hab/km².

## Toponimia
Según el diccionario geográfico-estadístico-histórico de España y sus posesiones de Ultramar de Pascual Madoz, el nombre de Abla es una metátesis de Alba, con el significado de pueblo blanco, en contraposición a una aféresis de Abula.

### Gentilicio
La cuestión de fondo está en la antigua ciudad de ABVLA, origen de donde procede el gentilicio “abulense”, cuya confusión en su localización geográfica ha originado que a la ciudad castellana de Ávila se le haya atribuido el antecedente de esta histórica ciudad y por consiguiente su gentilicio. Para resolver la cuestión planteada, resulta de especial importancia identificar la ciudad de Abula, mencionada por el célebre geógrafo Ptolomeo (s. II) en su obra Geographia (II 6, 60), que la localiza en la “regio” ibérica de Bastetania. También aparece mencionada históricamente como una de las primeras ciudades hispanas cristianizadas en el siglo I, según la tradición cristiana de “Los Siete Varones Apostólicos”, cuyo evangelizador San Segundo estableció en la misma su sede episcopal.
Los historiadores modernos han revisado la geografía ptolomeica de la península ibérica, identificando la ciudad de Obila situada en la región central de los vettones con Ávila, mientras que Abula la localizan en la región sureste de Bastetania, juntamente con la ciudad de Acci (Guadix), que geográficamente está próxima a Abla. Establecida la identidad histórica de Abula y Abla, surge la cuestión de la atribución del gentilicio “abulenses”. Actualmente existen varias ciudades y poblaciones que comparten un gentilicio común, podemos citar a título de ejemplo: Huesca, Huéscar (Granada) y Adahuesca (Huesca), cuyos habitantes se denominan comúnmente “oscenses”. También sucede con los procedentes de Galilea (La Rioja) y Pozo Estrecho (Murcia), que se denominan igualmente “galileos”. Por razones anteriormente aludidas, el gentilicio “abulense” aparece actualmente compartido tanto por los naturales de Ávila como por los de Abla (Almería).
En conclusión, el gentilicio que legítimamente corresponde a la población almeriense de Abla, amparado en la fundamentación histórica señalada, es de “abulenses”. Para evitar el confusionismo de procedencia que pudiera inducir el gentilicio, hay que indicar el nombre de la población que permita su distinción. De este modo, lo mismo que coexisten los oscenses de Huesca y Huéscar, en igual situación se encuentran los abulenses de Ávila y Abla.

## Geografía física
El término municipal de Abla ocupa 46 km² en la comarca de Filabres-Tabernas. Se extiende a lo largo de una franja que va desde las estribaciones de Sierra Nevada al sur, hacia la Sierra de los Filabres al norte. Parte de su territorio se encuentra protegido por el parque natural de Sierra Nevada, y es una de las puertas de entrada a la Alpujarra Almeriense.
Además de la localidad de Abla, el municipio incluye el pequeño núcleo urbano de Las Adelfas.
| Noroeste: Fiñana  | Norte: Baza (Granada) | Noreste: Las Tres Villas |
| Oeste: Abrucena   |                       | Este: Las Tres Villas    |
| Suroeste Abrucena | Sur: Ohanes           | Sureste: Las Tres Villas |

### Riesgos naturales
El municipio de Abla todavía no cuenta con un PTEL que cumpla con la Ley 5/2010 sobre autonomía local.

## Naturaleza

### Zonas protegidas
Ubicado en la ladera norte de Sierra Nevada, el término municipal de Abla cubre parte tanto del Parque Natural de Sierra Nevada; como del Parque Nacional de Sierra Nevada, ocupando este último un 10,28% del total municipal.

## Historia
Claudio Ptolomeo citaría la localidad como un importante núcleo de la Bastetania, por lo que es de suponer que su primer origen era ya pre-romano. Hacia el año 1692, el obispado de Guadix concedió a Abla por decreto sus fiestas patronales, que habrían de ser celebradas de 19 a 21 de abril en honor a los santos Segundo, Apolo, Isicio y a Nuestra Señora del Buen Suceso. Abla conseguiría una administración independiente a la de Abrucena a principios del siglo XIX.

## Geografía humana

### Organización territorial
Además de la cabecera municipal, Abla cuenta con varias entidades de población según el nomenclátor publicado por el Instituto Nacional de Estadística: Las Adelfas, El Camino Real, La Estación de Ferrocarril, Las Juntas, Los Milanes y Montagón, aunque en revisiones anteriores también se destacan los despoblados de La Fuente Mendoza y Las Torrecillas.

### Demografía
Cuenta con una población de 1272 habitantes (INE 2024).
| Gráfica de evolución demográfica de Abla entre 1842 y 2021                                                            |
| |
| Población de derecho según los censos de población del INE. Población de hecho según los censos de población del INE. |

### Urbanismo

#### Arquitectura
Casas de un solo piso y de piedra enjalbegada (blanqueada). 

### Comunicaciones

#### Conexiones
Carreteras
Abla tiene conexión directa con la autovía A-92, que la comunica rápidamente con Almería, Granada y otras localidades de la comarca. Siguen quedando restos de la N-324 y también se comunica con la zona de la Alpujarra Almeriense a través del puerto de Santillana y la carretera AL-3404.
Ferrocarril
La cercana estación de Abla y Abrucena da acceso a la línea Linares Baeza-Almería.

### Economía
Fábricas de aguardientes y molinos harineros; vinos, aceites, cereales y legumbres: ganado lanar.

#### Evolución de la deuda viva municipal
| Gráfica de evolución de Deuda viva del Ayuntamiento de Abla entre 2008 y 2019                                |
| |
| Deuda viva del Ayuntamiento de Abla en miles de Euros según datos del Ministerio de Hacienda y Ad. Públicas. |

## Símbolos
Abla consiguió una autorización por parte de la Junta de Andalucía para adoptar sus símbolos en 1989, pero no ejerció ese derecho hasta enero de 2007. El municipio cuenta con un escudo y bandera adoptados de manera oficial.

### Escudo
Su descripción heráldica es la siguiente:

Escudo cortado. Primero, de gules, el pórtico romano, centrado por tres columnas acabadas en capitel y cubiertas de un frontón de oro, con la inscripción «Abula» arriba. Segundo, de azur, la torre de plata. Al Timbre Corona Real cerrada.  

### Bandera
La enseña del municipio tiene la siguiente descripción:

Paño rectangular de color blanco, con una cruz estrecha verde, de borde a borde, que lleva en el centro el escudo de armas municipal timbrado. 

## Política
| Partido político                         | 2023  | 2023       | 2019  | 2019       | 2015  | 2015       | 2011  | 2011       | 2007  | 2007       | 2003  | 2003       | 1999  | 1999       |
| Partido político                         | %     | Concejales | %     | Concejales | %     | Concejales | %     | Concejales | %     | Concejales | %     | Concejales | %     | Concejales |
| Partido Socialista Obrero Español (PSOE) | 52,62 | 5          | 43,39 | 4          | 54,15 | 5          | 55,78 | 5          | 69,97 | 7          | 65,73 | 6          | 24,61 | 2          |
| Partido Popular (PP)                     | 44,3  | 4          | 56,12 | 5          | 15,4  | 1          | 43,57 | 4          | 25,83 | 2          | 33,33 | 3          | 69,22 | 7          |
| Independientes por Abla (IxA)            | -     | -          | -     | -          | 29,74 | 3          | -     | -          | -     | -          | -     | -          | -     | -          |

### Gobierno municipal

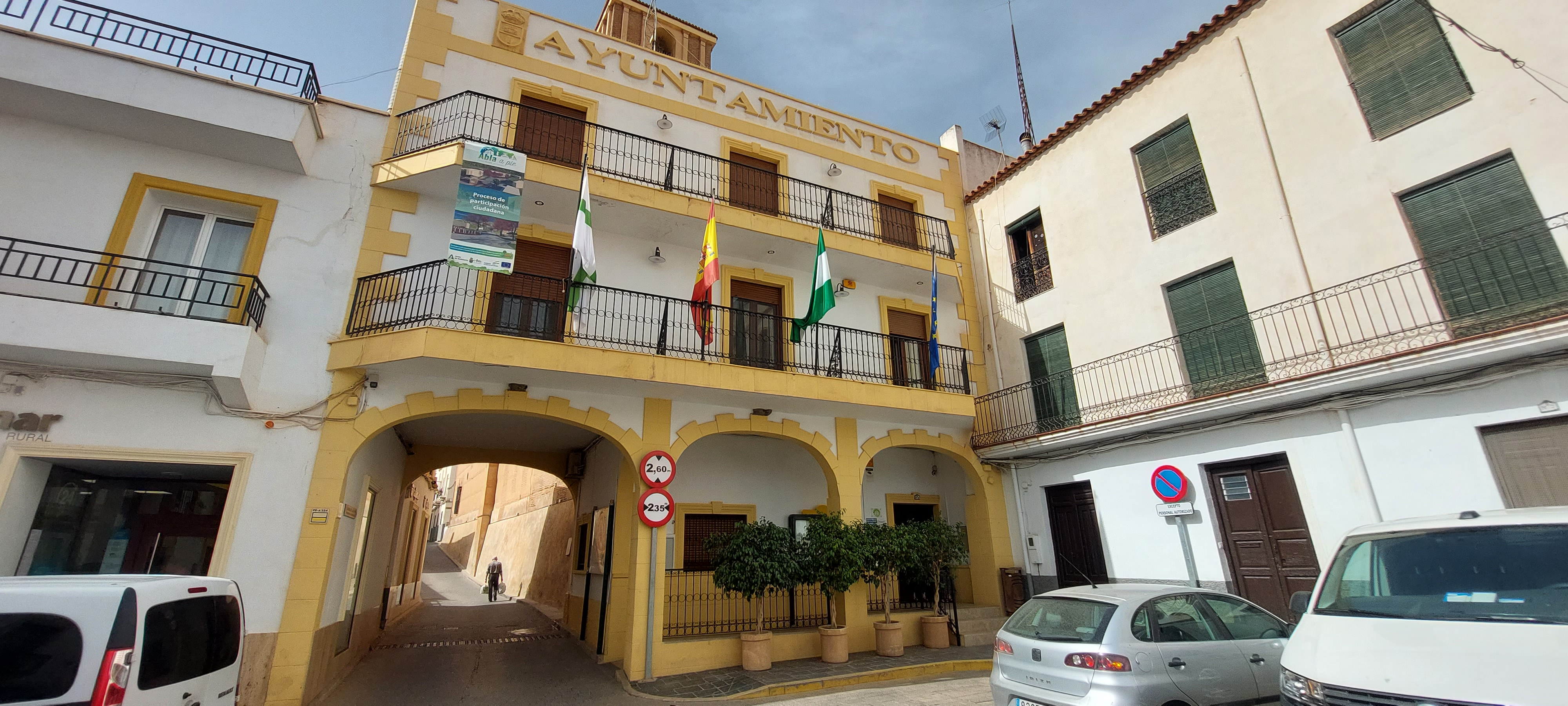
Casa consistorial de Abla

#### Alcaldes
| Legislatura | Nombre                            | Partido         |
| ----------- | --------------------------------- | --------------- |
| 1979-1983   | Antonio Herrerías Herrerías       | UCD             |
| 1983-1987   | Antonio Herrerías Herrerías       | Alianza Popular |
| 1987-1991   | Antonio Herrerías Herrerías       | Alianza Popular |
| 1991-1995   | Antonio Herrerías Herrerías       | Partido Popular |
| 1995-1999   | Antonio Herrerías Herrerías       | Partido Popular |
| 1999-2003   | Antonio Herrerías Herrerías       | Partido Popular |
| 2003-2007   | José Manuel Ortiz Bono            | PSOE            |
| 2007-2011   | José Manuel Ortiz Bono            | PSOE            |
| 2011-2015   | Antonio Manuel Ortiz Oliva        | PSOE            |
| 2015-2019   | Antonio Manuel Ortiz Oliva        | PSOE            |
| 2019-2023   | Antonio Fernández López           | PP              |
| desde 2023  | Francisco Javier Sánchez González | PSOE            |

## Servicios Públicos

### Educación
El municipio cuenta con un colegio público, el CEIP Joaquín Tena Sicilia, que ofrece clases desde los 4 hasta los 14 años, debiendo los alumnos continuar su enseñanza obligatoria en el instituto de Fiñana.

### Sanidad
En el municipio se encuentra un centro de salud, que pertenece al Distrito Sanitario de Almería y cuyo hospital de referencia es el de Torrecárdernas.

## Cultura

### Patrimonio

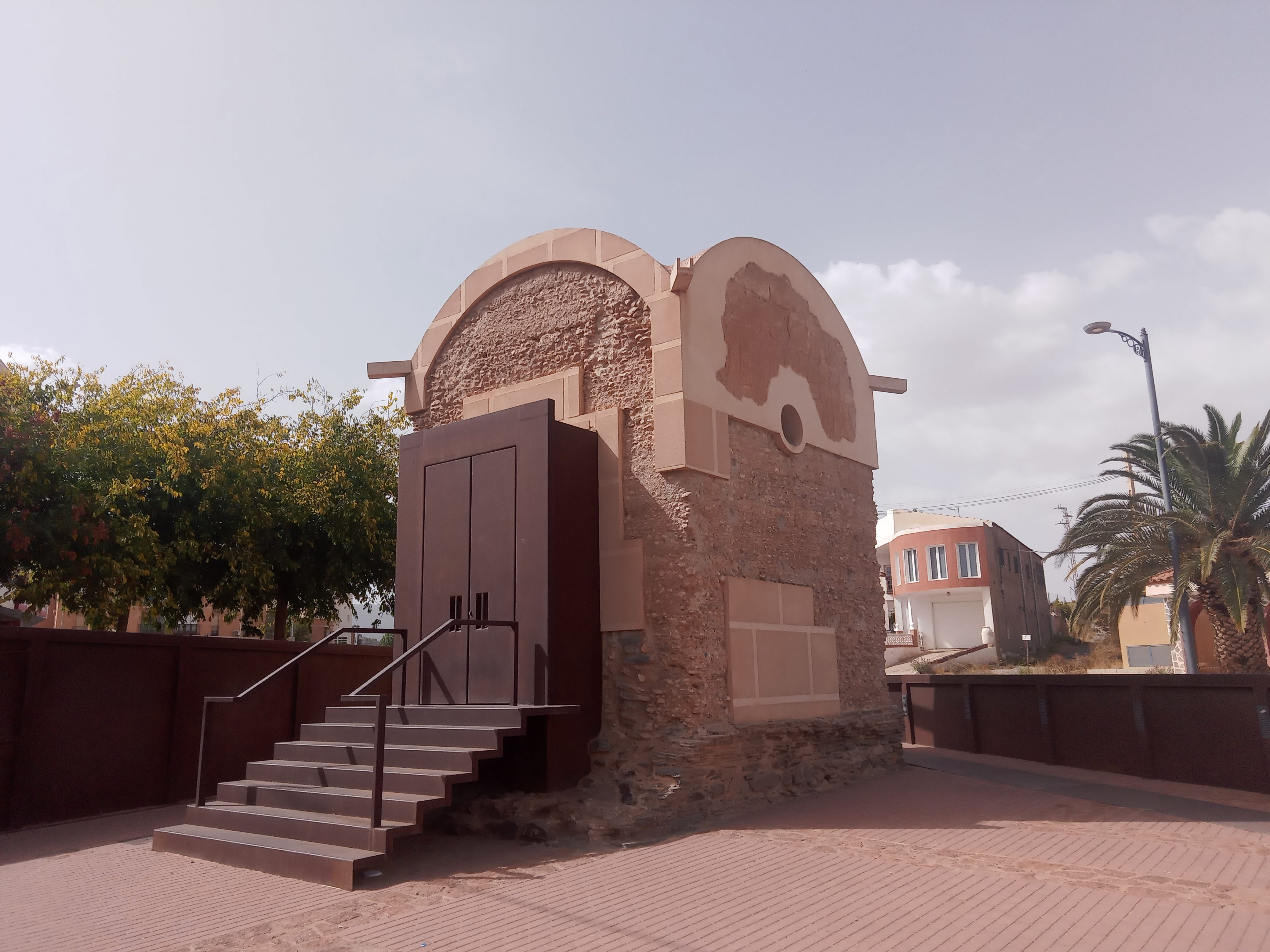
Mausoleo romano

- Mausoleo romanoPeñón de Las Juntas: Es una yacimiento arqueológico perteneciente a la Edad del Cobre y de la Cultura Los Millares. Está formado por un asentamiento fortificado y por su necrópolis. Los restos datan entre el 2500-2000 a. C. Posteriormente se han encontrado restos pertenecientes a una ocupación posterior islámica. Se conservan restos de muralla, así como de viviendas, ambos realizados en pizarra en la técnica de piedra seca. La necrpólis alberga tumbas tipo tholos, encontrándose 13, algunas en un buen estado de conservación. El material usado e sla pizarra, utilizándose lajas para delimitar las estructuras.[17]

#### Civil
- Mausoleo romano: Es una torre funeraria de época romano Altoimperial. El cuerpo principal es de planta cuadrada, y se encuentra sobre una plataforma rectangular que hace de base. Su cuboierta está formada por una bóveda de arista que contiene restos pictóricos. Consta de dos partes diferenciadas: una que servía de cámara destinada al culto; y la otra donde se encontraba el nicho.[18]
- Cementerio municipal: Consta de un primer recinto construido en 1900 formado por un patio, la Iglesia de Nuestra Sra. del Buen Suceso y los Santos Mártires y la vivienda del guardés.En 1955 y 1984 se produce una ampliación del primer patio.  La entrada se realiza por una portada, de orden apilastrado y frontón curvo, contigua a la iglesia. Destacan los grupos de enterramientos con bóvedas trasdosadas, agrupadas en rimeros, con frontones mixtilíneos partidos, situados en los dos primeros patios. La iglesia dispone de un pórtico de entrada con tres arcos de piedra, dos torres ochavadas y una cúpula en el crucero.[19]

#### Religioso
- Iglesia parroquial de la Anunciación: Templo mudéjar erigido hacia el año 1559, de estilo mudéjar. A lo largo de su historia ha sifrido varios procesos de ampliación, como el del siglo XVIII donde se le fuieron añadiendo capillas laterales. En el siglo XVIII sufre una ampliación, donde se conforma la actual fachada. En el siglo XIX las capillas pierden su función privativa y se comunican entre sí. Uno de los elementos que más destacan es la armadura mudéjar decorada con estrellas de ocho puntas.[18]
- Aljibe-Ermita de las Maravillas: Aljibe medieval que fue reconvertido en ermita en el siglo XVIII. En su interior presenta los vestigios de dos minas de agua que lo abastecían, así como una luminaria que está cegada. Presenta una cubierta abovedadsa sobvre la que se asienta una espadaña. Su interior es una nave sencilla separeada del prebisterio mediante un arco toral.[18]

### Entidades Culturales

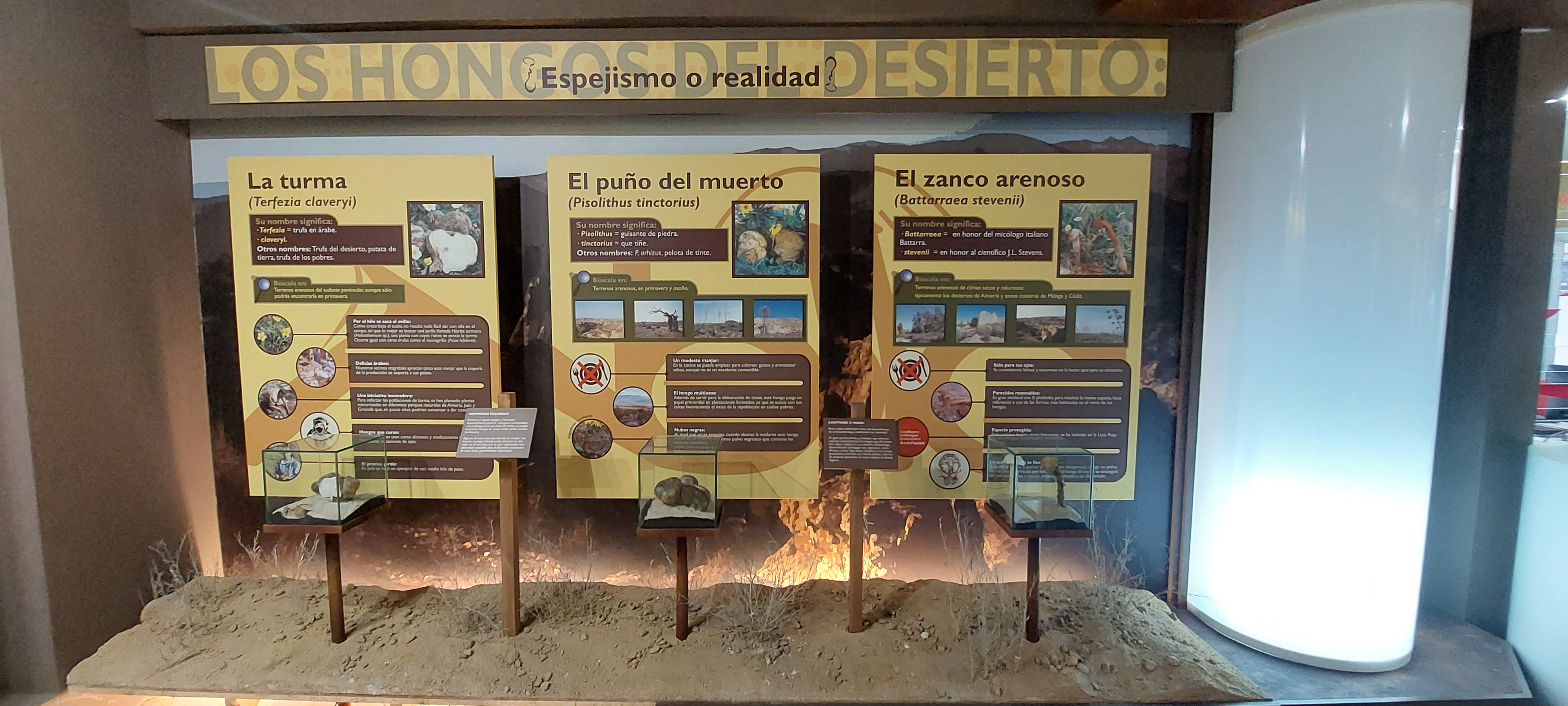
Punto de Información Micológica

En el municipio se encuentra el Punto de Información Micológica lugar expositivo e informativo, cuya monografía principal son "Los Hongos del desierto", un repaso de las setas endémicas de las zonas áridas de Almería.

### Eventos culturales
Desde el año 2004, se celebran las Jornadas Micológicas de Abla, que consisten en una serie de actividades relacionadas con este ámbito, tales como charlas, talleres, conferencias, rutas de senderismo y recolección de setas, así como su posterior identificación, además de degustación y platos realizados con las mismas.

### Patrimonio Cultural Inmaterial

#### Festividades
Fiestas patronales entre los días 19 y 21 de abril, dedicadas a los Santos Mártires Apolo, Isacio y Crotato y a la Virgen del Buen Suceso.

##### Semana Santa
La Semana Santa alberga una serie de características, tales como dramatizaciones tales como el Desenclavamiento o el Paso del Viernes Santo; por tener la única hermandad religioso-militar de la provincia; o el uso de trompetas lastimeras.
La Hermandad del Resucitado existe desde 1664, esta hermandad religiosa-militar tiene su origen en las milicias locales. Participa en el Viernes Santo cuando procesionan el Santo Sepulcro, y el Domingo de Resurrección donde procesionan de gala con las armas hacia arriba. Las Hermandad tiene cinco hermanos mayores que tienen cargos militares. Su indumentaria es un sombrero de ala ancha , camisa blanca y chaquetilla y calzones valones de pana negra, cruzando el pecho llevan una banda de seda roja con bordados dorados. 

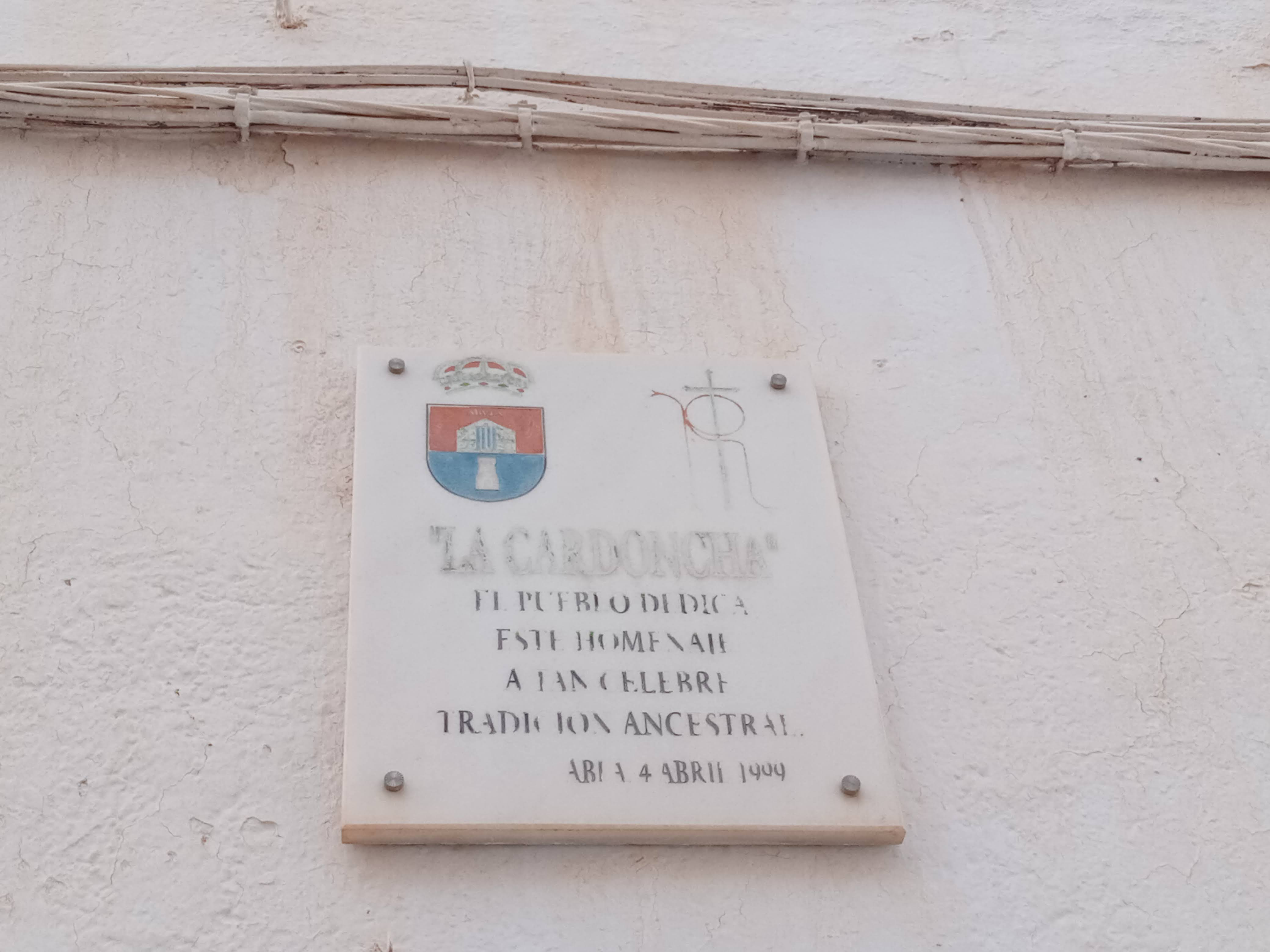
Placa en honor a la celebración de la Cardoncha

Las bocinas se usan el Jueves y el Viernes Santo para anunciar las procesiones, ya que no pueden sonar las campanas. Son tres, realizadas en metal, dos de ellas miden 92 centímetros y la otra más de dos metros. 
La Cardoncha es un acto laico, desarrollado después de la misa del Resucitado. En ella se entrega un manojo de cardonchas al hermano saliente en agradecimiento a sus servicios. Después se hace la Juga de la Bandera, donde los Hermanos la tremolan, juegan y la hacen ondear al ritmo de tambores. Acaba con el intercambio de insginias entre los hermanos mayores y la inscripción en el libro de actas de los nuevos que toman posesión de su cargo.

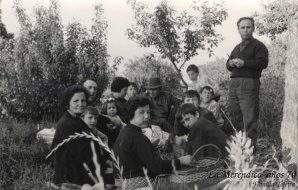
Celebración de La Merendica en 1970

#### Tradiciones
- La Merendica: Es una fiesta comunitaria, que se celebra el sábado de Pentecostés, en cuyos orígenes los niños que realizan la Primera Comunión celebraban junto a sus familias, meriendas en diversos puntos de la localidad. Actualmente lo celebran familiares y amigos en un parque municipal, donde se lleva comida y la jornada es amenizada por la banda de música local.[18]
- Baile de las Ánimas: Originaria del siglo XVIII, una Hermandad recorría le pueblo cantando coplas solicitando limosnas para pagar los entierros y las misas de los pobres, donde un mayordomo recogía las limosnas. En el siglo XXI lo forma una agrupación que recorre las calles del municipio entonando coplas que aluden a las ánimas benditas y solicitando limosnas a los fieles. La función de recaudar limosna recae generalmente en la misma persona, que porta una hucha de hojalata donde se recoge el dinero donado. Este dinero se entrega a ciertas asociaciones benéficas o a la Iglesia, según las necesidades. Este evento se celebra el 1 de enero, transcurriendo a lo largo del día, ya que se realizan paradas y descansos.